# Sigma Octantis

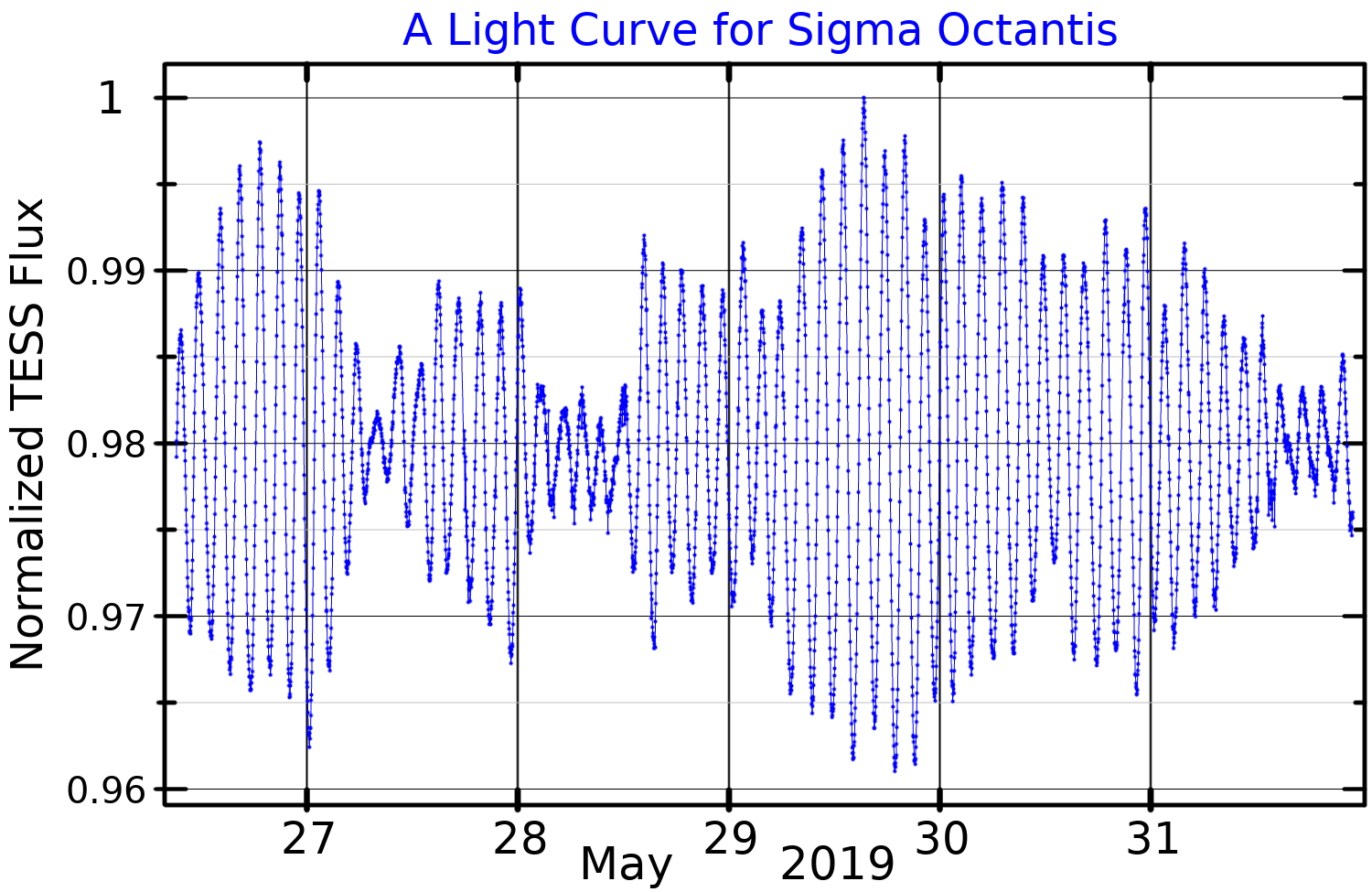
Lichtkromme van Sigma Octantis

Sigma Octantis is een ster in het sterrenbeeld Octant met een magnitude van 5.5 en op een afstand van ca. 294 lichtjaar van de Aarde. De ster behoort tot spectraalklasse F0III. Het is momenteel de ster die het dichtst bij het verlengde van de aardas aan de zuidelijke hemelpool ligt. De ster wordt ook wel Polaris Australis genoemd, als tegenhanger van de Poolster op het noordelijk halfrond.
Met een magnitude van 5.5 is Sigma Octantis met het blote oog nog net zichtbaar, maar hij is daardoor - in tegenstelling tot de Poolster op het noordelijk halfrond - niet geschikt om te navigeren.
Sigma Octantis staat ook afgebeeld op de vlag van Brazilië en representeert daar het Federaal District met de hoofdstad Brasilia.